# Ravecca

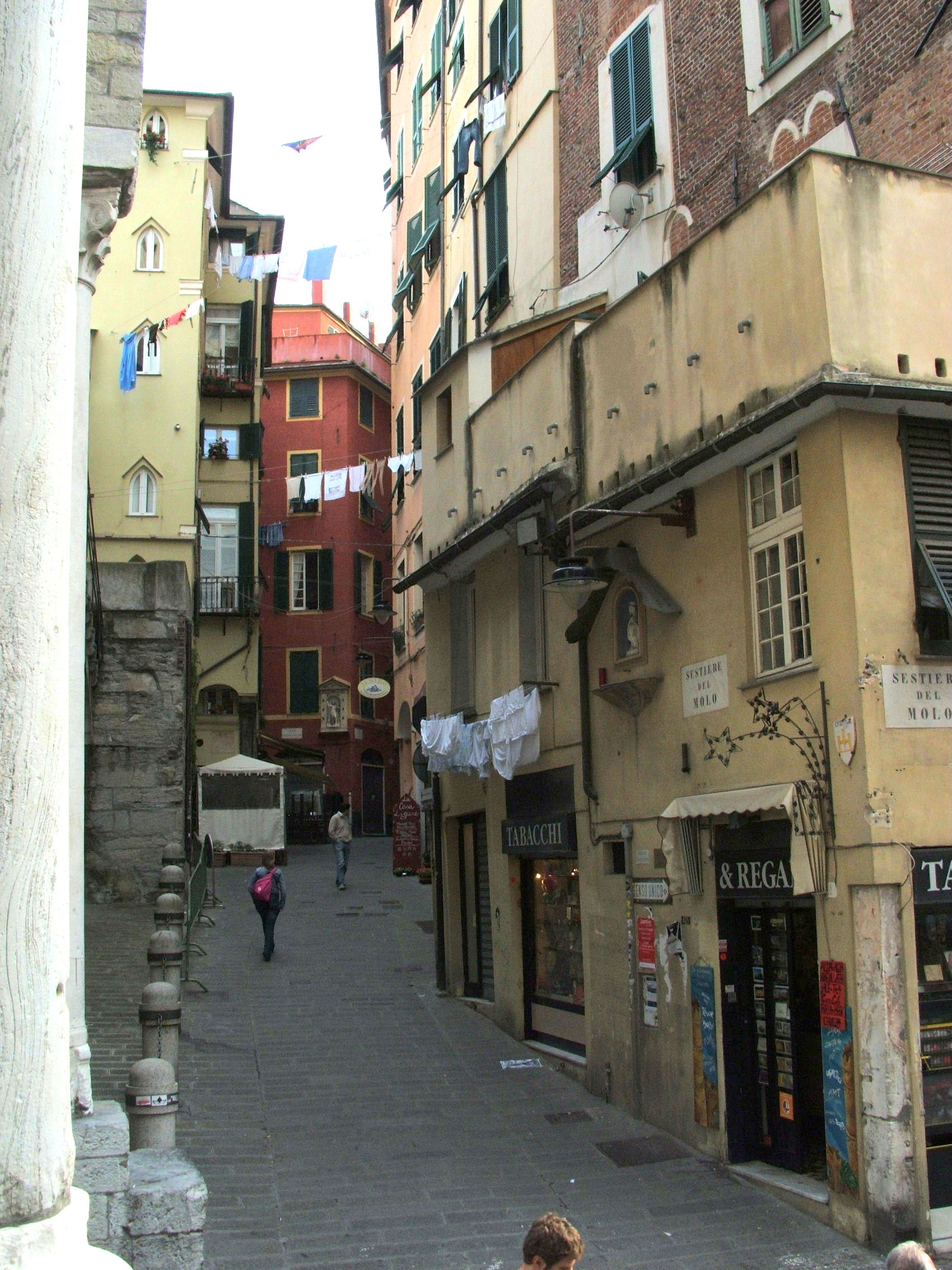
Via di Ravecca, cuore dell'omonimo quartiere

Ravecca è una zona dello storico sestiere del Molo, situato nella parte sud-orientale del centro storico di Genova. La principale via che lo attraversa, via Ravecca, congiunge il piano di Sant'Andrea (Porta Soprana) a piazza Sarzano, correndo parallela alle mura del Barbarossa.

## Toponimo

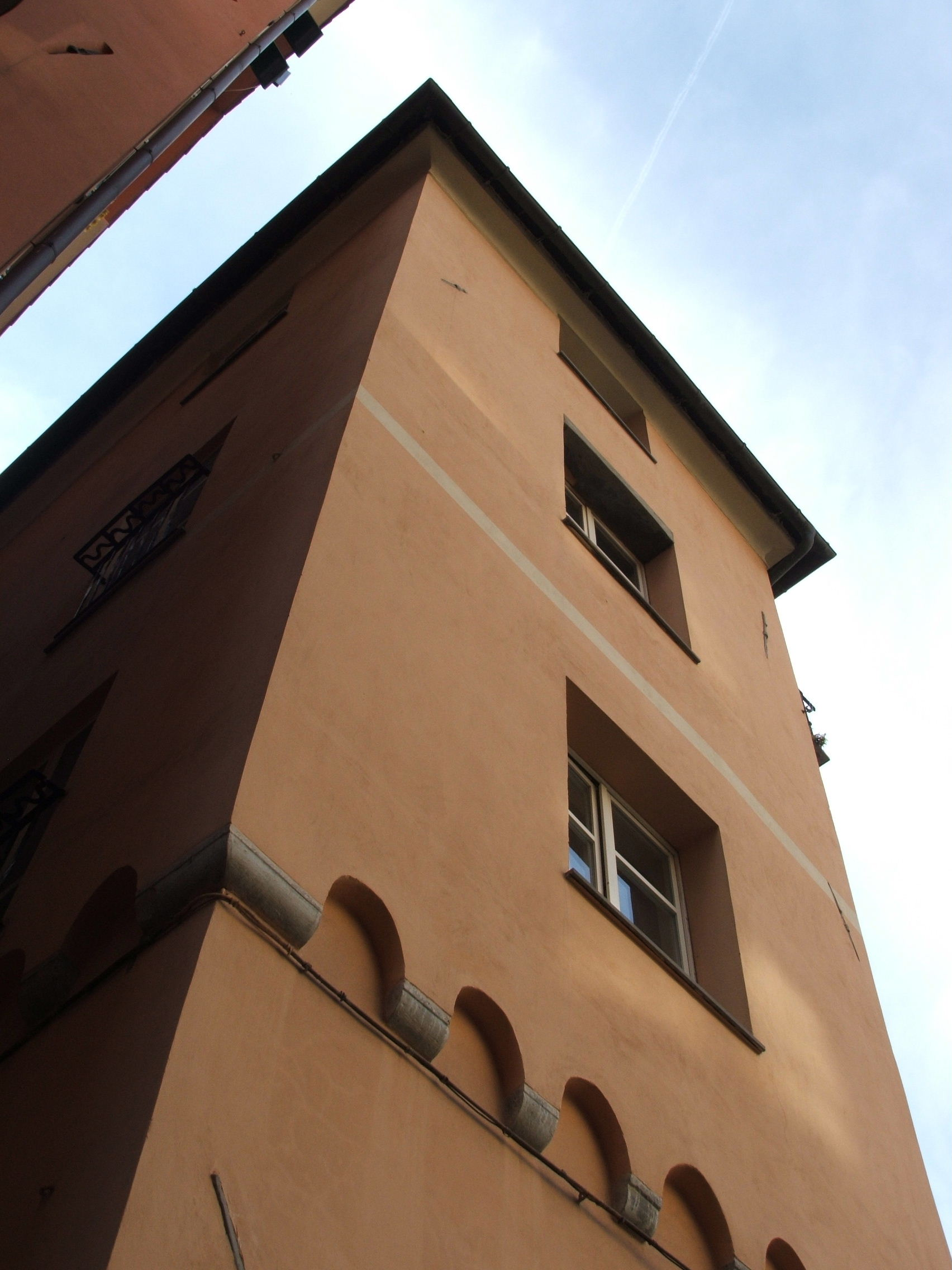
Casa di salita del Colle

Il toponimo è antichissimo e di origine incerta. Secondo il Belgrano il nome derivererebbe da Rua Vecchia (strada vecchia) o Ruga Vecchia, ipotesi che però non trova concordi gli studiosi. A questo proposito il Podestà sottolinea che la denominazione non era riferita alla sola via che attraversa la zona, ma all'intero quartiere posto sul declivio occidentale del colle che divide la minuscola valletta del rio dei Giustiniani da quella del Rio Torbido.
Il toponimo è citato per la prima volta in un documento del 1132 del vescovo Siro II con il quale venivano assegnate ai canonici della cattedrale di San Lorenzo le decime relative a proprietà fondiarie in varie zone della città, tra le quali Ravecca. 

## Storia

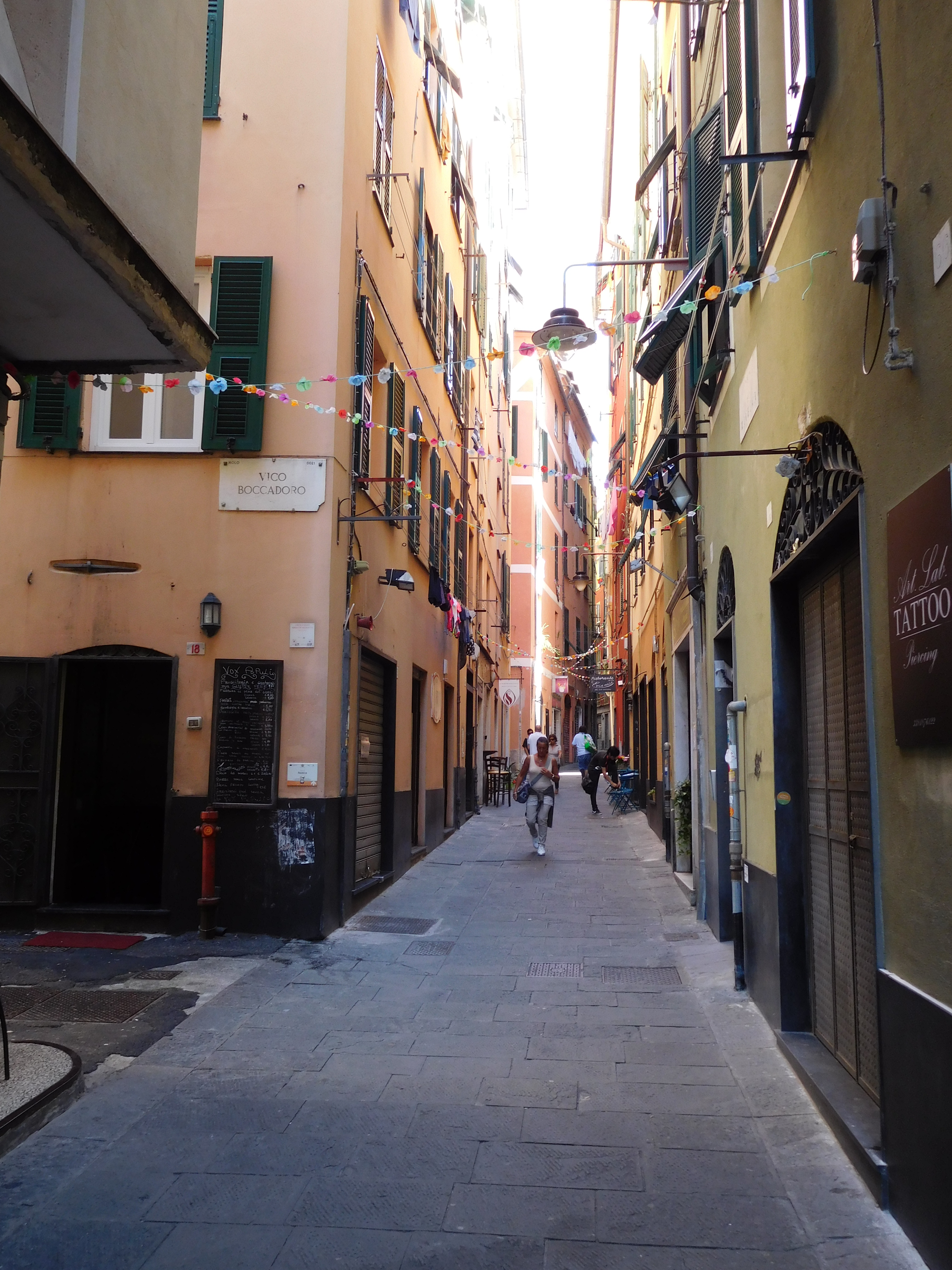
Un altro scorcio di via Ravecca

Ravecca era una delle contrade che, insieme a quella di Sarzano, costituivano la "compagna" di Castello, il nucleo più antico della città.
Si tratta di una parte particolarmente popolare dei caruggi genovesi, inclusa nella cinta muraria difensiva costruita nell'850 a difesa dalle scorrerie dei pirati saraceni, che comprendeva al suo interno le zone di Borgo Saccherio (Broglio), Porta Soprana (Sant'Andrea), Canneto, Banchi e la collina di Maccagnana includendo anche la basilica di S.Lorenzo, all'epoca non ancora cattedrale.
Nel XIII secolo vi avevano case e proprietà le famiglie degli Embriaci e dei Fieschi. Nel tardo medioevo era ancora abitata da ceti relativamente agiati; in seguito, a partire dal XV secolo, l'emigrazione dalle campagne si concentrò in questa parte della città dove la densità edilizia si era progressivamente infittita, con un conseguente aumento dei ceti popolari.
La zona fu pesantemente colpita dal bombardamento navale francese del 1684. Le cannonate lasciarono molti vuoti (si parla di 3000 case crollate), colmati negli anni successivi.
Un ulteriore aumento della densità edilizia si verificò intorno alla metà del XIX secolo: colmando vuoti o ristrutturando, accorpando o demolendo antiche case, in vari quartieri del centro storico sorsero nuovi edifici ad alveare, popolarmente denominati "casoni Ponte", dal nome del costruttore Francesco Ponte, che nella zona di Ravecca realizzò il casone Ponte in vico del Fico, distrutto dai bombardamenti della seconda guerra mondiale.

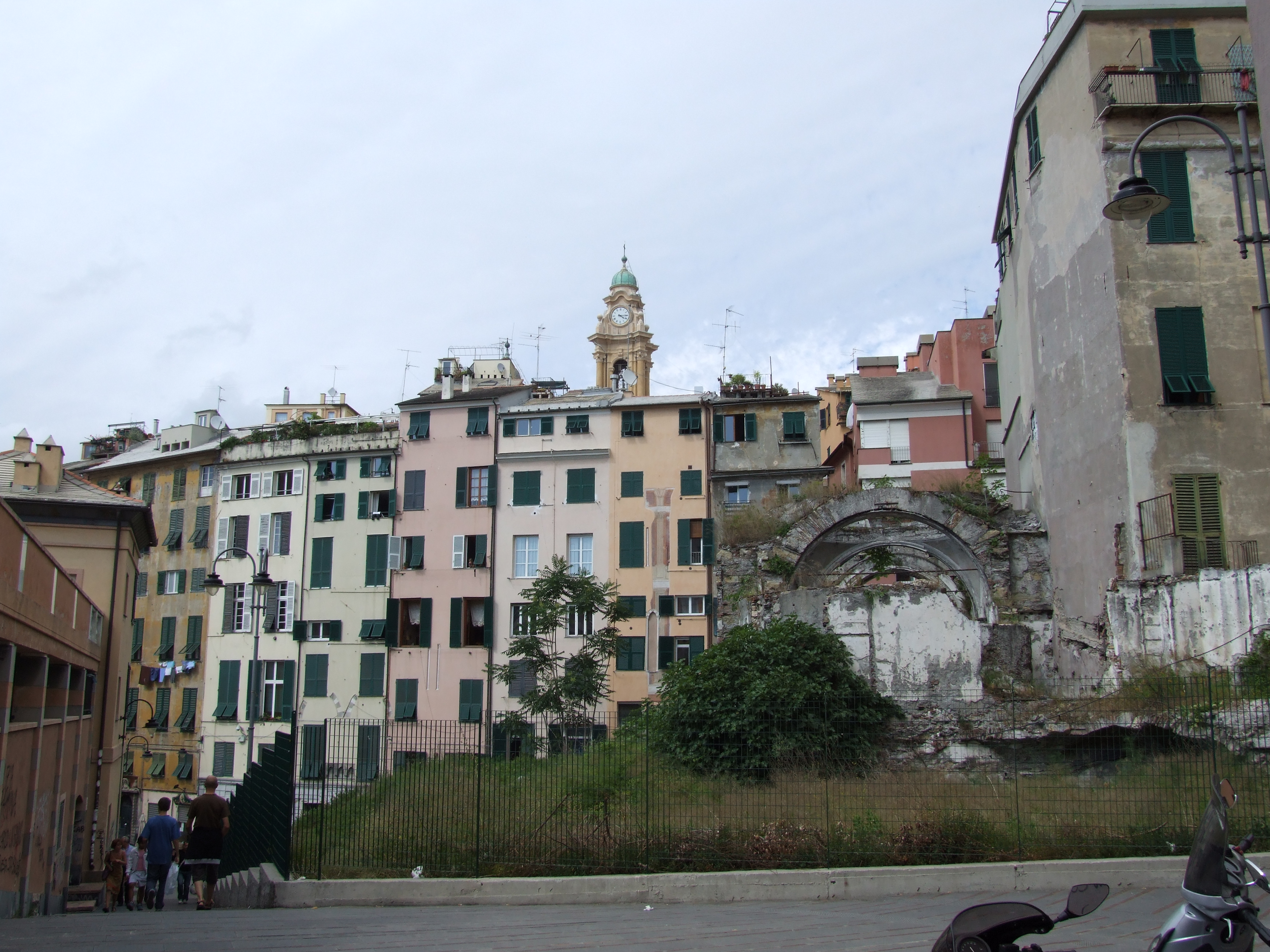
I ruderi del seicentesco oratorio di Santa Maria del Suffragio, distrutto dalle bombe della seconda guerra mondiale, in un’immagine del 2009. Nel 2014 in questo sito è stata costruita una scuola

L'attuazione dei vari piani urbanistici a cavallo tra Ottocento e Novecento, con l'apertura di via XX Settembre, lo sbancamento del colle di Sant'Andrea e la demolizione del vicino rione di Ponticello con la creazione di piazza Dante lasciarono sostanzialmente inalterato il nucleo antico del quartiere di Ravecca, colpito invece duramente dai bombardamenti aerei alleati della seconda guerra mondiale. In alcuni casi la ricostruzione si è fatta attendere per oltre mezzo secolo. I ruderi di un antico oratorio e di altri edifici distrutti dai bombardamenti sono addirittura rimasti visibili fino ai primi anni duemila, quando al loro posto è stato costruito un edificio scolastico, inaugurato nel 2014.
Nonostante le profonde trasformazioni urbanistiche che hanno interessato, tra gli anni sessanta e settanta del Novecento, le aree adiacenti, Ravecca ha mantenuto molte delle caratteristiche di un tempo, connotate da stretti vicoli animati da botteghe artigiane e dalle tipiche friggitorìe, a cui si sono affiancati in epoche recenti moderni pub e ristoranti.

## Descrizione

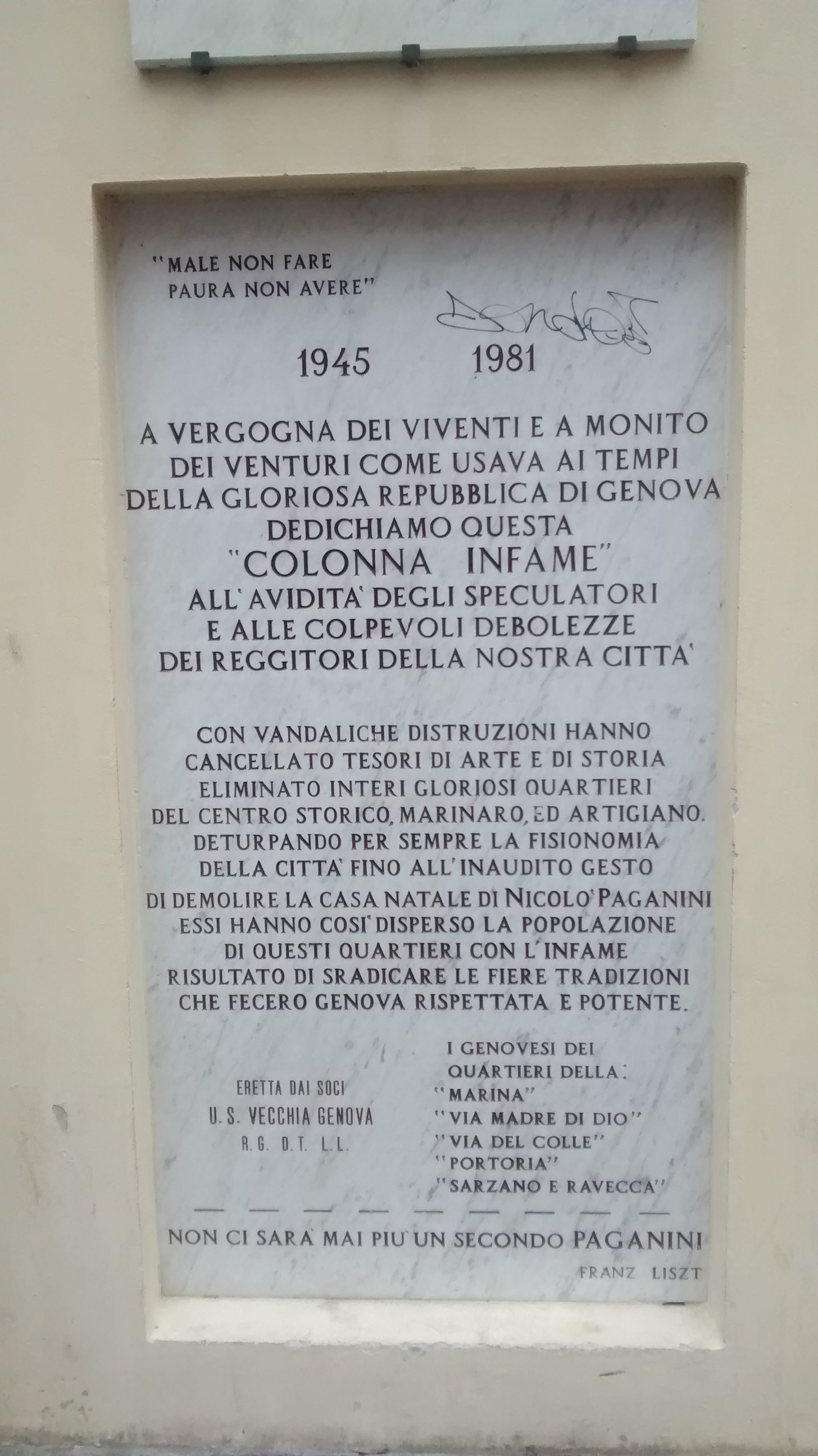
La colonna infame di piazza Sarzano

Il tracciato di via Ravecca divide questo tessuto urbano popolare in varie sottozone, con costruzioni che risalgono spesso al basso Medioevo (XIV e XV secolo). Lungo la via moderni edifici sorti dopo le distruzioni belliche si alternano alle case medioevali. Nelle facciate dei palazzi più antichi si trovano alcune delle tradizionali edicole votive presenti in tutto il centro storico genovese.

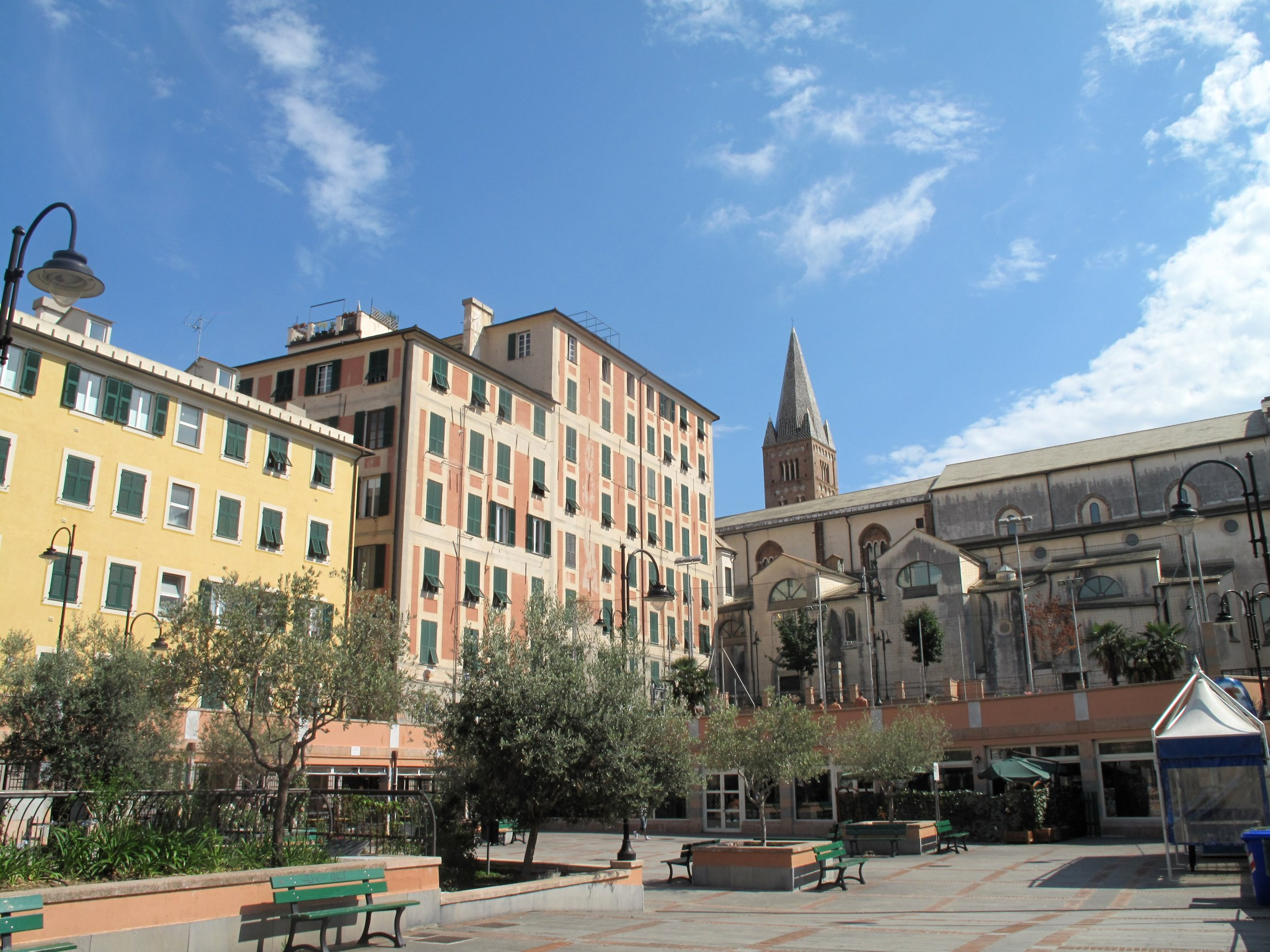
I giardini Luzzati e l'ex chiesa di Sant'Agostino

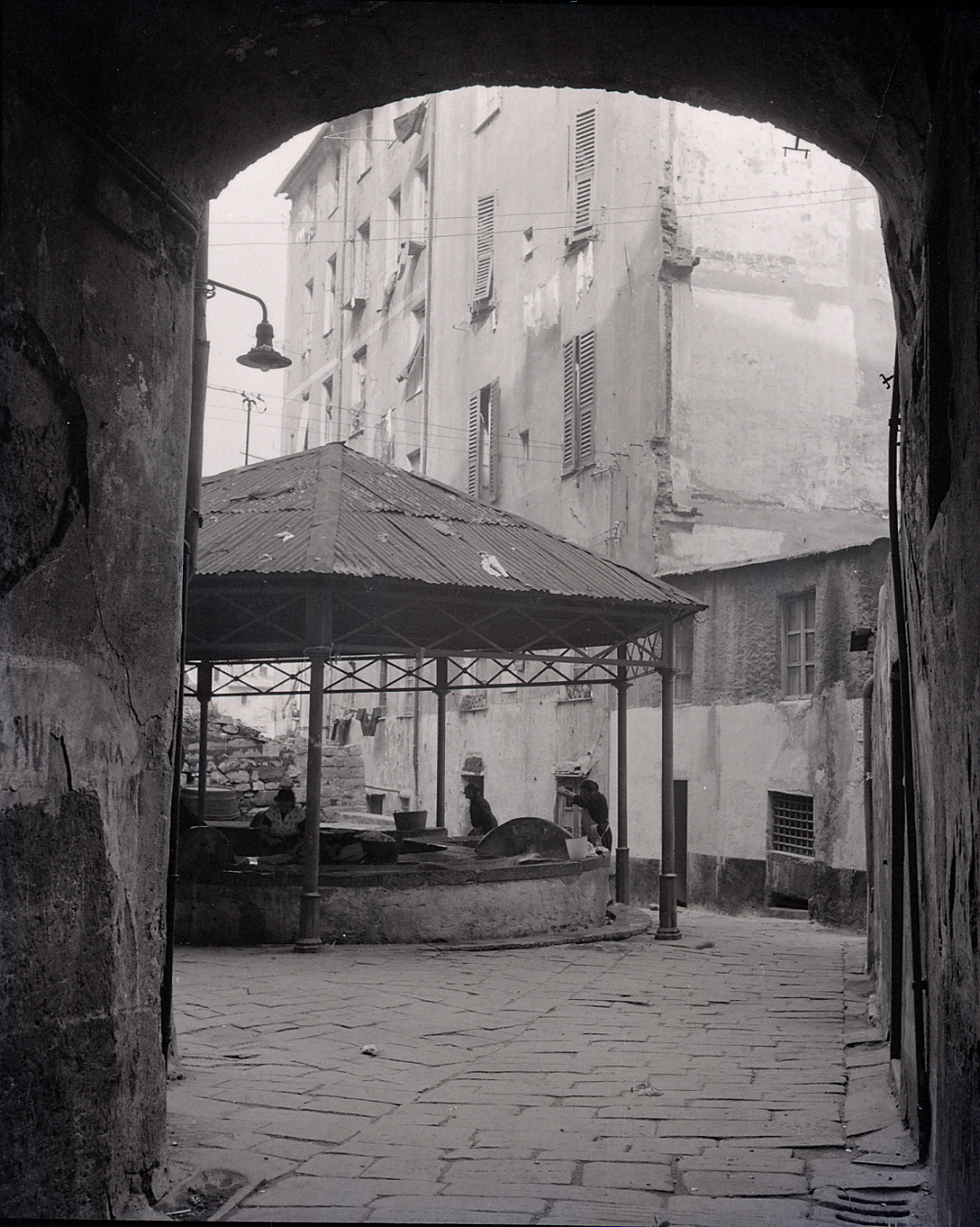
Piazza delle Lavandaie in un’immagine di Paolo Monti del 1975, con il pubblico lavatoio oggi scomparso

La zona di Ravecca comprende una serie di caratteristici caruggi dai nomi pittoreschi: salita della Fava Greca (che ispirò Remigio Zena nell'inventarsi una piazzetta della Pece Greca per il suo romanzo La bocca del lupo), salita Coccagna, vico delle Fate, vico del Fico, vico Boccadoro, vico del Dragone, piazza delle Lavandaie.
Le mura del XII secolo delimitano a levante la zona di Ravecca dividendola da quella di via del Colle (detta in ligure Cheullia, pron. /'køl:ja/). Questa parte dell'antico sestiere di Portoria, adiacente alla zona di Ravecca, includeva una serie di salite e caruggi fittamente edificati, digradanti nella sottostante valletta del rio Torbido, un tessuto urbano demolito nel 1973 (e con esso anche la casa natale del celebre violinista Niccolò Paganini) per far posto ai grattacieli del centro direzionale di via Madre di Dio. Tra piazza Sarzano e via Ravecca una targa ricorda, in toni polemici, i vicini quartieri del centro storico di Genova scomparsi con i piani urbanistici del secondo dopoguerra
Poco a valle di via Ravecca, sull'asse di vico del Fico, al di sotto dei giardini Luzzati, punto di aggregazione del quartiere, si trovano i pochi resti di un anfiteatro romano del I secolo venuto alla luce nel 1992 durante i lavori per realizzare un parcheggio sotterraneo. Il sito non è normalmente aperto al pubblico ma sono effettuate visite guidate solo in particolari occasioni.

### Campopisano e la collina di Castello
Adiacenti a Ravecca si trovano importanti insediamenti medioevali come Campopisano (che secondo la tradizione prende il nome dai combattenti pisani sconfitti nella battaglia della Meloria che in questo luogo furono tenuti prigionieri per tredici anni, benché secondo altri studiosi il toponimo sia ben più antico), piazza Sarzano, unica vera piazza della città medioevale e per questo sede di pubbliche adunanze e tornei cavallereschi, la collina di Castello, sede dell'oppidum preromano, ovvero il primo insediamento abitativo della città, dove sorgono la chiesa e il convento di Santa Maria di Castello, la torre Embriaci, le rovine della chiesa di Santa Maria in Passione e proprio al culmine della collina, la moderna sede della facoltà di architettura dell'università di Genova, sorta sulle rovine del monastero di San Silvestro, che a sua volta occupava il sito del medioevale palazzo fortificato dei vescovi e venne distrutto dai bombardamenti della seconda guerra mondiale.